# Старина (Череповецкий район)
Старина — деревня в Череповецком районе Вологодской области.
Входит в состав Малечкинского сельского поселения, с точки зрения административно-территориального деления — в Малечкинский сельсовет.
Расстояние по автодороге до районного центра Череповца — 29 км, до центра муниципального образования Малечкино — 10 км. Ближайшие населённые пункты — Климово, Леонтьево, Киселево.
По данным переписи в 2002 году постоянного населения не было.